# Detonație
Detonația este forma de transformare prin care ia naștere randamentul maxim al unei substanțe explozive cu o ardere completă a produșilor rezultați și prin care se degajă cantitatea maximă de căldură și minimă de gaze toxice.

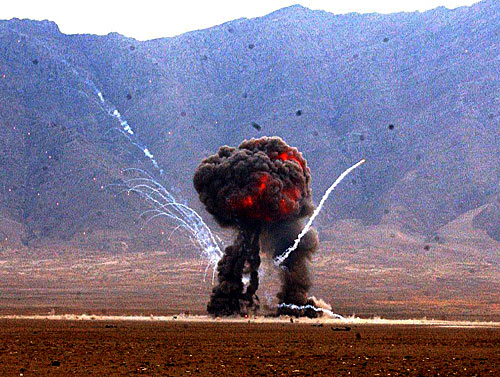
Detonaţie

Detonația este un proces de transformare chimică care se propagă cu o viteză de 1000 – 4000 m/s și care se caracterizează prin: viteză constantă stabilă și maximă, acțiune puternică de distrugere cu efect acustic foarte intens (detunatură). 
Reacția chimică de descompunere prin detonație este declanșată de o acțiune exterioară care este unda de șoc. Efectul acestui impuls inițial este dat de o capsă detonantă. Transformarea explozivă se datorează undei de șoc care traversează mediul exploziv cu o viteză determinată de intensitatea undei și de proprietățile mecanice și termice ale mediului.
Detonația este explicată de către mecanica fluidelor. În masa explozivului ia naștere și se propagă o undă de șoc care creează o discontinuitate de presiune și, ca urmare, explozivul se încălzește până la temperaturi foarte înalte, ceea ce face ca reacția chimică de descompunere a explozivului să se desfășoare intens, sub forma unei reacții explozive exoterme. Căldura rezultată prin descompunerea explozivului (3000 – 40 000 °C) contribuie la propagarea staționară a undei de șoc. Unda de șoc însoțită de o reacție chimică foarte rapidă poartă numele de undă de detonație, iar viteza de propagare a unei asemenea unde se numește viteză de detonație.
Viteza de detonație a unor explozivi poate avea diferite valori: 

hexogen – 8639 m/s, nitroglicerină – 8060 m/s, pentrită – 8150 m/s, pentru trinitrotoluen (TNT) – 6480 m/s, iar pentru geluri – 7900 m/s.
Presiunea care ia naștere în timpul procesului de descompunere prin detonație poate atinge valori de 150 000 – 250 000 bar.